# Episodi di Surfside 6 (seconda stagione)
La seconda stagione della serie televisiva Surfside 6 è andata in onda negli Stati Uniti dal 18 settembre 1961 al 25 giugno 1962 sulla ABC.
| nº | Titolo originale               | Prima TV USA      |
| -- | ------------------------------ | ----------------- |
| 1  | Count Seven!                   | 18 settembre 1961 |
| 2  | The Wedding Guest              | 25 settembre 1961 |
| 3  | One for the Road               | 2 ottobre 1961    |
| 4  | Daphne, Girl Detective         | 9 ottobre 1961    |
| 5  | The Empty House                | 16 ottobre 1961   |
| 6  | Witness for the Defense        | 23 ottobre 1961   |
| 7  | Laugh for the Lady             | 30 ottobre 1961   |
| 8  | The Affairs at Hotel Delight   | 6 novembre 1961   |
| 9  | Jonathan Wembley Is Missing    | 13 novembre 1961  |
| 10 | The Old School Tie             | 20 novembre 1961  |
| 11 | A Matter of Seconds            | 27 novembre 1961  |
| 12 | Prescription for Panic         | 4 dicembre 1961   |
| 13 | A Slight Case of Chivalry      | 18 dicembre 1961  |
| 14 | Pattern for a Frame            | 25 dicembre 1961  |
| 15 | The Roust                      | 1º gennaio 1962   |
| 16 | The Quarterback                | 8 gennaio 1962    |
| 17 | Separate Checks                | 15 gennaio 1962   |
| 18 | Artful Deceit                  | 22 gennaio 1962   |
| 19 | Anniversary Special            | 29 gennaio 1962   |
| 20 | The Surfside Swindle           | 5 febbraio 1962   |
| 21 | Who Is Sylvia?                 | 12 febbraio 1962  |
| 22 | Find Leroy Burdette            | 19 febbraio 1962  |
| 23 | Many a Slip                    | 26 febbraio 1962  |
| 24 | The Green Beret                | 5 marzo 1962      |
| 25 | Vendetta Arms                  | 12 marzo 1962     |
| 26 | A Piece of Tommy Minor         | 19 marzo 1962     |
| 27 | Portrait of Nicole             | 26 marzo 1962     |
| 28 | Elegy for a Bookkeeper         | 2 aprile 1962     |
| 29 | The Money Game                 | 9 aprile 1962     |
| 30 | Irish Pride                    | 16 aprile 1962    |
| 31 | Green Bay Riddle               | 23 aprile 1962    |
| 32 | Love Song for a Deadly Redhead | 30 aprile 1962    |
| 33 | Dead Heat                      | 7 maggio 1962     |
| 34 | Squeeze Play                   | 14 maggio 1962    |
| 35 | A Private Eye for Beauty       | 21 maggio 1962    |
| 36 | Masquerade                     | 28 maggio 1962    |
| 37 | Pawn's Gambit                  | 4 giugno 1962     |
| 38 | The Neutral Corner             | 11 giugno 1962    |
| 39 | House on Boca Key              | 18 giugno 1962    |
| 40 | Midnight for Prince Charming   | 25 giugno 1962    |

## Count Seven!
- Prima televisiva: 18 settembre 1961
- Diretto da: Richard C. Sarafian
- Scritto da: William Bruckner
- Soggetto di: Robert Martin

### Trama
- Guest star: Owen Bush (Mitch), Grace Lee Whitney (Lorraine Eldridge), Shirley Ballard (Kay Canfield), Max Slaten (Jackson), Lisa Plowman (Annie Canfield), Russell Arms (Ralph Truin), Benny Baker (Joe the Waiter), Jason Evers (Don Canfield)

## The Wedding Guest
- Prima televisiva: 25 settembre 1961
- Diretto da: Irving J. Moore
- Soggetto di: Vicki Shill

### Trama
- Guest star: Tony Travis (Alec Hartley), Walter Woolf King (Ralph Owens), Kaye Elhardt (Millie Owens), Joan Marshall (Della Long), Meg Randall (Meg Leach), Ronald Long (capitano Boothby), Brendan Dillon (Bertram Leach), Ed Kemmer (Matt Kerwin)

## One for the Road
- Prima televisiva: 2 ottobre 1961
- Diretto da: Robert Douglas
- Scritto da: Richard Landau

### Trama
- Guest star: James Best (Ernie Jordan), Elizabeth MacRae (Margia Knight), Larry J. Blake (Square Deal Brady), Don Ross (Mort Packard)

## Daphne, Girl Detective
- Prima televisiva: 9 ottobre 1961
- Diretto da: Leslie Goodwins
- Soggetto di: Joanne Court

### Trama
- Guest star: Lori Kaye (Sally Page), Grace Raynor (Vanessa James), Bruce Dern (Johnny Page)

## The Empty House
- Prima televisiva: 16 ottobre 1961
- Diretto da: Robert Douglas
- Scritto da: Gloria Elmore, Herman Epstein
- Soggetto di: Herman Epstein

### Trama
- Guest star: Lauren Gilbert (Walter Buttersea), Sheldon Allman (Les Cosgrove), Sherwood Price (Vince Laderer), Elaine Devry (Thelma Lang), Dan Stafford (Larry Baxter), Susan Seaforth Hayes (Shirley Battersea)

## Witness for the Defense
- Prima televisiva: 23 ottobre 1961
- Diretto da: George Waggner
- Scritto da: Whitman Chambers

### Trama
- Guest star: Marjorie Stapp (Goldie Locke), Cathy Chase (Betty Lawrence), Elisha Cook, Jr. (Mike Pulaski), Bartlett Robinson (Sanford Winfield Sr.), Phil Arthur (Phil Compton), Nelson Leigh (giudice), Charles Lane (Joseph Cooper), Lon Chaney, Jr. (Tanker Grosch)

## Laugh for the Lady
- Prima televisiva: 30 ottobre 1961
- Diretto da: Leslie Goodwins
- Scritto da: Erna Lazarus

### Trama
- Guest star: Benny Baker (Joe Gluck), Barry Russo (Vincent Barker), Mark Roberts (Ted Walters), Julie Adams (Julie Owens), Claire Carleton (Katie Williams), Art Lewis (Emery Lewis), Barbara Stuart (Mitzi McCoy)

## The Affairs at Hotel Delight
- Prima televisiva: 6 novembre 1961
- Diretto da: Robert Douglas
- Scritto da: Montgomery Pittman

### Trama
- Guest star: William Windom (Shrewdie), Dub Taylor (Tobin), Jock Gaynor (Handsome Val), Med Flory (Boffo), Rush Williams (Undersheriff), John Durren (Joel), Jack Mather (sceriffo Fitch), Leslie Parrish (Lady Lavender)

## Jonathan Wembley Is Missing
- Prima televisiva: 13 novembre 1961
- Diretto da: Irving J. Moore
- Scritto da: William Bruckner
- Soggetto di: William P. D'Angelo, Joel Rogosin

### Trama
- Guest star: Baynes Barron (Dick Hildebrand), Carole Kent (Martha McQuillian), Joan O'Brien (Linda Faris), Benny Baker (Harry), Elliott Reid (Rusty Bell), Paul Bryar (Chuck Landon), Ray Montgomery (Sam Bennion), Donna Douglas (Amy)

## The Old School Tie
- Prima televisiva: 20 novembre 1961
- Diretto da: Michael O'Herlihy
- Scritto da: Gloria Elmore

### Trama
- Guest star: Frances Helm (Helen Todd), Pamela Curran (Mari Winslow), John Howard (Eric Brenner), Adam Williams (Mel Walters), Richard Crane (tenente Gene Plehn), Margaret Lindsay (Millie Brenner), Benny Baker (Joe), Gloria Talbott (Janice Walters)

## A Matter of Seconds
- Prima televisiva: 27 novembre 1961
- Diretto da: George Waggner
- Scritto da: Stephen Lord
- Soggetto di: Larry Cohen

### Trama
- Guest star: Alan Baxter (Swenson), William Schallert (Marty Kemp), Steve Brodie (sergente Carter), Ann McCrea (Maggie), Jack Shea (ufficiale Toomey), Abigail Shelton (Gita), Claude Akins (Harry Lodge)

## Prescription for Panic
- Prima televisiva: 4 dicembre 1961
- Diretto da: Sidney Salkow
- Scritto da: Douglas Morrow

### Trama
- Guest star: Brad Weston (Chick), Douglas Henderson (Matt), Benny Baker (cameriere), Kathleen Crowley (dottor Leslie Halliday), Phillip Angeloff (Sam), John Dennis (Frankie Merrill), Pamela Austin (Lucibelle), Allison Hayes (Lotta)

## A Slight Case of Chivalry
- Prima televisiva: 18 dicembre 1961
- Diretto da: Harold Schuster
- Scritto da: Michael Fessier

### Trama
- Guest star: George Petrie (Hubert Leebie), Ann Robinson (Penelope Carmody), Roxanne Arlen (Chloe), John Dehner (Dan Castle)

## Pattern for a Frame
- Prima televisiva: 25 dicembre 1961
- Diretto da: Irving J. Moore
- Scritto da: Herman Groves

### Trama
- Guest star: Jack Mather (Jim Reagen), Kem Dibbs (Augie Dana), Adam Williams (Willie Cleveland), Robert Cornthwaite (Jason Street), Don 'Red' Barry (tenente Snedigar), Myrna Fahey (Valerie Grant)

## The Roust
- Prima televisiva: 1º gennaio 1962
- Diretto da: Robert Douglas
- Scritto da: John D. F. Black

### Trama
- Guest star: Reedy Talton (Pete Minor), Elizabeth MacRae (Marcy Johnson), Vito Scotti (Marcus), David White (Bernard "Chilly" Childress)

## The Quarterback
- Prima televisiva: 8 gennaio 1962
- Diretto da: Paul Landres
- Scritto da: Herman Groves

### Trama
- Guest star: Tucker Smith (Turk Williams), Herman Rudin (Max Borden), Sandy Kevin (Tom Plehn), Bronwyn Fitzsimmons (Jenny), Bob Shield (Harry Lyle), Al Avalon (Wally Barker), Lyle Latell (Coach Rice), Janet Lake (Myrna Weston)

## Separate Checks
- Prima televisiva: 15 gennaio 1962
- Diretto da: Sidney Salkow
- Scritto da: Ed Waters

### Trama
- Guest star: Joseph Gallison (Joe-Too), Lewis Charles (Shoopy Jacobs), Gordon Jones (Garth), Bruce Gordon (Joe Vodka), Jake Sheffield (Ralphie), Sandra Knight (Kathy), Barbara Jo Allen (Elaine Bradford), Naura Hayden (Lynn), Roy Roberts (Cliff Thornton)

## Artful Deceit
- Prima televisiva: 22 gennaio 1962
- Diretto da: Charles Rondeau
- Scritto da: Jack Jacobs, John O'Dea

### Trama
- Guest star: Danielle De Metz (Vicki Falvay), Christine Nelson (Peggy), Angela Greene (Marie Cameron), John Archer (Wilbur Law), Marjorie Bennett (Abbie), Stephen Coit (Charles Bell), Chad Everett (Roger Coleman)

## Anniversary Special
- Prima televisiva: 29 gennaio 1962
- Diretto da: Robert Douglas
- Scritto da: Sonya Roberts

### Trama
- Guest star: John Hiestand (Henry Tewksbury), Sid Kane (Elder), Jeanne Cooper (Lois Brooks), Sallie Janes (Leda), Max Showalter (Ned Martin), Glen Vernon (Trask), William Windom (Robby Brooks)

## The Surfside Swindle
- Prima televisiva: 5 febbraio 1962
- Diretto da: George Waggner
- Scritto da: Robert Vincent Wright

### Trama
- Guest star: Lisa Montell (Nancy Dinato), Collette Lyons (Mrs. Myer), Ernest Sarracino (Garibaldi Dinato), Dabbs Greer (Finney Tate), Gerald Mohr (Dawson Wells)

## Who Is Sylvia?
- Prima televisiva: 12 febbraio 1962
- Diretto da: Richard Benedict
- Scritto da: Lee Loeb

### Trama
- Guest star: Joan Marshall (Mildred Haynes), Jack Cassidy (Val Morton), Karen Steele (Sylvia Morton), Karl Swenson (Charlie Haynes), Vana Leslie (Gloria), Sandra Warner (Irene), E. J. Andre (Manager)

## Find Leroy Burdette
- Prima televisiva: 19 febbraio 1962
- Diretto da: Robert Douglas
- Scritto da: Jack Jacobs, John O'Dea

### Trama
- Guest star: Fred Graham (Hank), Nancy Valentine (Wilma Argus), Susan Seaforth Hayes (Aimee Tucker), Noah Keen (Monte Argus), Fred Villani (Ziggy), Herb Vigran (Al)

## Many a Slip
- Prima televisiva: 26 febbraio 1962
- Diretto da: Gunther von Fritsch
- Scritto da: Gloria Elmore
- Soggetto di: Gloria Elmore, Richard Lipscomb

### Trama
- Guest star: John Hubbard (Guy Fox), Ann Carroll (Julie Fox), Ed Kemmer (Bobby Edwards), Whit Bissell (Hank Fenton), Darlene Lucht (Alaskan Model), Cathy Downs (Mavis Fenton), Barnaby Hale (Griff Hunter), Kathryn Hays (Joy Allen)

## The Green Beret
- Prima televisiva: 5 marzo 1962
- Diretto da: Paul Landres
- Scritto da: Charles Smith

### Trama
- Guest star: Rayford Barnes (Carl Hinbest), Bert Remsen (sergente Owen Crawford), Bart Burns (Mike Reagan), Richard Benedict (MSgt. Steve Belka), Jimmy Cavanaugh (colonnello Morgan), Kenneth R. MacDonald (maggiore Croton), Elaine Martone (Marian Scott), Toni Gerry (Alice Mercer), Ray Montgomery (Richards), Brad Weston (sergente Charlie Lightfoot), Adam Williams (Henry Gifford)

## Vendetta Arms
- Prima televisiva: 12 marzo 1962
- Diretto da: Robert Sparr
- Scritto da: Sonya Roberts

### Trama
- Guest star: James Flavin (Albert Sparks), William Woodson (Travers), Robert H. Harris (Max Mishkin), John Marley (Willie Pergola), Jack Halliday (Garber), Ralf Harolde (Durgan), Dennis Hopper (Trask)

## A Piece of Tommy Minor
- Prima televisiva: 19 marzo 1962
- Diretto da: Richard Benedict
- Scritto da: John O'Dea
- Soggetto di: John O'Dea, Ric Hardman

### Trama
- Guest star: Ann McCrea (Lola Scott), Paul Dubov (Vic Tatum), Tom Drake (Al Dickens), Kenny Roberts (Tommy Minor), The Frankie Ortega Trio (loro stessi), Murray Kamelhar (Cato), Pegeen Rose (Lucille Dickens), Penny Santon (Momma), Lee Philips (Eddie Groves)

## Portrait of Nicole
- Prima televisiva: 26 marzo 1962
- Diretto da: Otto Lang
- Scritto da: Sol Stein, Glenn Wolfe

### Trama
- Guest star: Laurie Mitchell (Gloria Claire), Ken Swofford (Garth), Francine York (Nicole Johnson), Kathryn Givney (Mrs. Wellman), Mike Road (Paul Burnett), Peggy McCay (Mrs. Nicole Crane), Don C. Harvey (George Crane), Roxanne Arlen (Nicole Johnson)

## Elegy for a Bookkeeper
- Prima televisiva: 2 aprile 1962
- Diretto da: Paul Landres
- Scritto da: Herman Groves

### Trama
- Guest star: Charles Irving (Richard Weldon), Robert Bice (Charlie Coates), Alex Gerry (Bernie Witt), Ross Elliott (Frank Eliot), Les Hellman (Rondo), Shirley Knight (Jan Coates), Charles Seel (Max Carlson), Arch Johnson (Emery Stark)

## The Money Game
- Prima televisiva: 9 aprile 1962
- Diretto da: George Waggner
- Scritto da: Gloria Elmore, Frederic Brady
- Soggetto di: Frederic Brady

### Trama
- Guest star: Christopher Dark (generale Hakim), Charles Lane (Cyrus Radford), Nico Minardos (Prince Karan), Roxane Berard (principessa Cassida), Margo Moore (Margo), Gerald Mohr (Hermes Doratis)

## Irish Pride
- Prima televisiva: 16 aprile 1962
- Diretto da: Sidney Salkow
- Scritto da: Ed Waters

### Trama
- Guest star: Harold Peary (R.K. Mountain), Terence de Marney (Tobe), Malachy McCourt (Dan O'Brien), Sheldon Allman (Schubert), Richard Karlan (Woolly Grant)

## Green Bay Riddle
- Prima televisiva: 23 aprile 1962
- Diretto da: Jeffrey Hayden
- Soggetto di: Whitman Chambers

### Trama
- Guest star: Lee Farr (Charles Allen), Frank Ferguson (sceriffo Boyd), Kathie Browne (Peggy Allen), Simon Scott (Chris Nordheim), Donald May (Richie Linden), Harvey Korman (pubblico ministero), Barney Phillips (Murphy), Lisa Gaye (Henri)

## Love Song for a Deadly Redhead
- Prima televisiva: 30 aprile 1962
- Diretto da: Richard Benedict
- Scritto da: Dean Riesner

### Trama
- Guest star: Shary Marshall (Carol McKay), John Kellogg (Larry Dermott), Edd Byrnes (Kookie), Bobby Troup (Dooley Baker), Clegg Hoyt (Ozzie Rupert), Grace Lee Whitney (Bernice), Tom Cound (Clarke Tinsley), Roger Smith (Jeff Spencer)

## Dead Heat
- Prima televisiva: 7 maggio 1962
- Diretto da: Michael O'Herlihy
- Scritto da: Jerry Thomas

### Trama
- Guest star: Stacy Harris (Buck Lavery), Harp McGuire (Barney Bogart), Jeanne Cooper (Della Bogart), Warren Stevens (Sebastian), Cynthia Lynn (Miss Knox), Saul Gorss (receptionist), Melora Conway (Peggy), Walter Mathews (Morty Karlin)

## Squeeze Play
- Prima televisiva: 14 maggio 1962
- Diretto da: Robert Sparr
- Scritto da: Ken Pettus

### Trama
- Guest star: Hal Bokar (Lew Grimes), Jack De Mave (Lloyd Preston), Laraine Stephens (Lydia Wilder), Ted de Corsia (Sam Tustin), Virginia Stefan (Nora Tustin), Peter Breck (Harry Sturgis), Andrea King (Martha Wilder)

## A Private Eye for Beauty
- Prima televisiva: 21 maggio 1962
- Diretto da: Irving J. Moore
- Scritto da: Gloria Elmore, Robert Vincent Wright
- Soggetto di: Robert Vincent Wright, Leonard Brown

### Trama
- Guest star: Elaine Devry (Denise), Elizabeth Harrower (Mrs. Newcomb), Dawn Wells (Consuelo Hernandez), Miguel Ángel Landa (Roberto Ybarra), Roger Carroll (M.C.), Ulla Stromstedt (Miss Scandia), Jerry Oddo (Carlos), John Dehner (Francisco Hernandez)

## Masquerade
- Prima televisiva: 28 maggio 1962
- Diretto da: Paul Landres
- Scritto da: Erna Lazarus, Anthony Spinner
- Soggetto di: Erna Lazarus

### Trama
- Guest star: Ernest Sarracino (Luigi), Larry J. Blake (Ed Williamson), Robert Dowdell (Eric Hirsh), Willard Sage (Manheim), Charles H. Radilak (Carl Hafner), Eva Norde (Margo Hafner), Bill Couch (Mack), Ralph Manza (Martinelli)

## Pawn's Gambit
- Prima televisiva: 4 giugno 1962
- Diretto da: Jeffrey Hayden
- Scritto da: Herman Groves

### Trama
- Guest star: Howard McLeod (sergente Bellows), Nolan Leary (John Brecker), Otto Waldis (Darius Frimmel), Lucy Prentis (Martha Denker), Michael St. Angel (padre Damon), Kathie Browne (Jennifer)

## The Neutral Corner
- Prima televisiva: 11 giugno 1962

### Trama
- Guest star: Steve Gravers (Nicky Match), Steven Marlo (Lundy), Grace Lee Whitney (Wendy Peters), Douglas Dick (Weston), Alan Carney (Harry Crofty), Chad Everett (Bongo Macklin), Allyson Ames (Lydia Macklin)

## House on Boca Key
- Prima televisiva: 18 giugno 1962

### Trama
- Guest star: E. J. Andre (capitano Willisett), Anna Capri (Anne), Alan Baxter (Lou Triplett), George Petrie (Ernie Wexler), Jackson Halliday (Tottlinger), Jack Easton, Jr. (Tommy Martin), Frank Richards (barista), Steve Mitchell (Roberts), Harry Holcombe (Charles Martin), Patricia Blair (Allison Haley)

## Midnight for Prince Charming
- Prima televisiva: 25 giugno 1962

### Trama
- Guest star: Richard Benedict (Harry Noonan), Howard McLeod (detective Bellows), Jo Morrow (Laura Jarrett), R.G. Armstrong (Paul Wyatt), Joe Forte (Manager), George Cisar (Cable), Mike Road (Dave Jarrett)